# Acanthermia latris
Acanthermia latris är en fjärilsart som beskrevs av William Schaus 1912. Acanthermia latris ingår i släktet Acanthermia och familjen nattflyn. Inga underarter finns listade i Catalogue of Life.